# Labathude
Labathude é uma comuna francesa na região administrativa de Occitânia, no departamento de Lot. Estende-se por uma área de 10,05 km². Em 2010 a comuna tinha 212 habitantes (densidade: 21,1 hab./km²).